# Charlie gra w filmie
Charlie gra w filmie (ang. Behind the Screen) − amerykański film niemy z 1916 roku, w reżyserii Charliego Chaplina. 

## Obsada
- Charlie Chaplin – David
- Edna Purviance – Dziewczyna
- Eric Campbell – Goliath
- Albert Austin